# Comuna de Kcynia
Kcynia (polaco: Gmina Kcynia) é uma gminy (comuna) na Polónia, na voivodia de Cujávia-Pomerânia e no condado de Nakielski. A sede do condado é a cidade de Kcynia.
De acordo com os censos de 2004, a comuna tem 13 796 habitantes, com uma densidade 46,4 hab/km².

## Área
Estende-se por uma área de 297,02 km², incluindo:
- área agricola: 71%
- área florestal: 20%

## Demografia
Dados de 30 de Junho 2004:
|                      | Total   | Total | Mulheres | Mulheres | Homens  | Homens |
| -------------------- | ------- | ----- | -------- | -------- | ------- | ------ |
|                      | pessoas | %     | pessoas  | %        | pessoas | %      |
| População            | 13 796  | 100   | 6871     | 49,8     | 6925    | 50,2   |
| Densidade (pop./km²) | 46,4    | 100   | 23,1     | 23,1     | 23,3    | 23,3   |

De acordo com dados de 2005, o rendimento médio per capita ascendia a 1952,64 zł.

## Subdivisões
- Chwaliszewo, Dębogóra, Dobieszewko, Dobieszewo, Dziewierzewo, Elizewo, Głogowiniec, Górki Zagajne, Grocholin, Gromadno, Iwno, Karmelita, Kazimierzewo, Laskownica, Ludwikowo, Łankowice, Malice, Miastowice, Mieczkowo, Nowa Wieś Notecka, Palmierowo, Paulina, Piotrowo, Rozpętek, Sierniki, Sipiory, Słupowa, Słupowiec, Smogulecka Wieś, Studzienki, Suchoręcz, Szczepice, Tupadły, Turzyn, Żarczyn, Żurawia.

## Comunas vizinhas
- Gołańcz, Nakło nad Notecią, Sadki, Szubin, Wapno, Wyrzysk, Żnin